# Cauru Dance
Cauru Dance è il 31° album discografico di Brigantony, pubblicato nel 1997.

## Tracce
1. Cauru Dance – 3:27
2. El Talisman – 3:43
3. Unni ta' fai – 3:38
4. Città mercato – 10:17
5. Stornelli pi tutti – 3:51
6. Patri scafazza – 4:33
7. Bastardo – 2:57
8. L'avventura – 5:14
9. The Night – 4:03